# Cámara Uruguaya del Disco
La Cámara Uruguaya del Disco (CUD) è un'organizzazione non governativa non a scopo di lucro che rappresenta l'industria musicale dell'Uruguay e i musicisti, interpreti, autori e compositori che ne fanno parte. Dal 2005 è membro dell'International Federation of the Phonographic Industry.
La Cámara Uruguaya del Disco rilascia certificazioni agli album che hanno raggiunto una certa soglia di vendite su richiesta delle etichette discografiche: il disco d'oro scatta alle 2 000 copie, mentre gli album che hanno venduto più di 4 000 copie a livello nazionale sono idonei per il disco di platino.
Si occupa inoltre di organizzare i premi Graffiti, manifestazione stabilita nel 2003 per celebrare il meglio dell'industria discografica uruguaiana.